# Lundy pony
Lundyponyen er en ponyrace, der er udviklet på Lundy Island i England. Racen opstod i 1928, da øens ejer, Martin Coles Harman, indførte 34 New Forest-Ponyhopper, otte føl og en 
Welsh Mountainhingst. Hans datter forklarede, hvorfor han valgte at krydse disse racer: "Han ønskede ponyer af god størrelse og udseende. Dartmoor- og Exmoorponyer var nærmest til arbejdsbrug. Men han lod et særtog bringe ponyer fra Lyndhurst - men de havde ikke den højde, han ønskede. "Hingsten døde kun et år efter ankomsten og avlede bare hingstføllet Pepper. Heldigvis voksede denne første "Lundypony" sig til en flot avlshingst: cremefarvet med sort man og hale. I trediverne der var så mange ponyer på øen, at omkring 50 blev solgt på fastlandet. Under krigen var der ikke mulighed for at sejle ponyer fra øen, og bestanden nåede næsten 100. Der var konstant uro  blandt  hingstene, så i 1944 måtte en del sættes ned i pris for at blive solgt.
Ponybestanden blev i 1982 sendt til Cornwall. Nogle kom til New Devon. I 1984 blev Lundy Pony Preservation Society dannet for at føre tilsyn med racen. Foreningen besluttede senere at bringe nogle af hopperne og føllene tilbage til øen Lundy.
På grund af det barske vejr på øen blev ponyen utroligt hårdfør. Den er typisk dunfarvet, rødskimmel, palomino, lyse-eller mørkebrun og sjældent over 137.16 cm i stang. Ponyerne har en bred og dyb brystkasse, skrå skulder og tørre ben. Halsen er muskuløs og ryggen stærk og kompakt. Lundyponyerne er gode til børn, da de både er pæne og godmodige.